# Бокан
Бокан (перс. بوكان‎) — город на северо-западе Ирана, в провинции Западный Азербайджан. Административный центр шахрестана Бокан. Население — 249 тысяч человек (2007), в основном — курды. Название «Бокан» также происходит от курдского Bûk — невеста.